# آکیرا نوزاوا
آکیرا نوزاوا (به انگلیسی: Akira Nozawa) بازیکن فوتبال اهل ژاپن و عضو تیم ملی فوتبال ژاپن بود که در تاریخ ۱۳ مه ۱۹۳۴ میلادی اولین بازی ملی‌اش را انجام داد. او در ۳ بازی ملی حضور داشت و آخرین بازی ملی خود را در تاریخ ۲۰ مه ۱۹۳۴ میلادی انجام داد. آکیرا نوزاوا در بازی‌های ملی‌اش
۳ گل به ثمر رساند.